# Fatum (bande dessinée)
Pour les articles homonymes, voir Fatum.
Fatum est une série de bande dessinée de science-fiction publiée par la maison d'édition franco-belge Dargaud. 
Écrite par François Froideval, dessinée par Francard et mise en couleur par Scarlett Smulkowski, elle compte cinq tomes sortis entre 1996 et 1997. 

## Synopsis
Dans un univers futuriste, un jeune garçon de 12 ans, Don Cenettone, hérite d'un empire mafieux et entre en conflit avec d'autres clans de la mafia.
Le dernier album présente les réelles motivations de Francesco Cenettone et la fin surprenante de l'histoire, telle que voulue par François Froideval.

## Personnages
- Don Cenettone : Francesco, jeune garçon héritier d'un empire mafieux.

## Albums
- Fatum, Dargaud :

1. L’Héritier (1996  (ISBN 2-205-04329-3).
2. Premières Armes (1997  (ISBN 2-205-04525-3)[1].
3. L’Ultime Assassin (1998  (ISBN 2-205-04525-3).
4. En ton nom… (2000  (ISBN 2-205-04791-4)[2].
5. Le 9e Cartel (2001  (ISBN 2-205-05003-6).

## Thématiques
Outre la vision personnelle d'un futur très réglementé et orchestré, François Froideval développe le thème de la destinée dans cette série. Il le nomme le fatum, mot latin le rapprochant de la philosophie stoïcienne. 
Le Fatum représente le destin tragique que subit chaque mafieux, et qui se conclut par une mort violente, et solitaire. C'est ce qui est arrivé au père de Francesco, et que le jeune héros tente d'éviter. Le personnage conclut son parcours initiatique développé dans cette fiction par un « J’emmerde le fatum ! ».
Cette bande dessinée se caractérise par des cadrages et un style particulier : Actions simultanées, cadrage déstructuré et novateur; la mise en relation de la vie personnelle du héros, et la politique mondiale qu'il influe. Le dessinateur a également utilisé un style résolument proche du manga : graphisme, violence, sexe. L'ambiance graphique et scénaristique est très remuante, voir dérangeante. Elle est pourtant dans le ton des termes abordés, et de la maturité du personnage central, qui malgré son jeune âge fait face à des adversaires impitoyables.
Des thèmes très actuels sont également développés :
- le clonage et ses applications les plus perverses, notamment le remplacement de corps
- la mondialisation, et notamment celle du crime organisé, utilisant les nouvelles technologies
- la relation état-mafia, leurs liens souvent troubles
- la confrontation entre tradition et modernité au sein d'une structure très traditionaliste et codifiée comme la mafia
- la loyauté, notion omniprésente dans une telle organisation.

## Accueil du public
Cette bande dessinée n'a pas eu le succès escompté. Selon François Froideval, c'est dû au style graphique « trop manga » pour l'époque, de Francard. Il a souvent déclaré qu'il s'agissait pourtant de l'une de ses œuvres préférées, et qu'il regrette de ne pas avoir pu la développer davantage. Il s'est donc limité aux 5 tomes signés dans le contrat avec Dargaud, ne pouvant négocier de poursuite de la série.
Les deux auteurs ont néanmoins poursuivi leur collaboration au travers d'une autre série, Anamorphose.